# ペケレベツ岳
ペケレベツ岳（ペケレベツだけ）は、北海道の上川郡清水町と沙流郡日高町の2町にまたがる標高1,531.8mの山である。山頂には二等三角点「平家連別」が設置されている。

## 概要
日高山脈を構成する北日高の山で、熊見山との間には日勝峠がある。南東隣のピークは北ウエンザル岳(1,458m)と呼ばれ、ウエンザル岳より近い。
山名は清水町を流れるペケレベツ川に由来し、アイヌ語の「明るく清らかな川」を意味する。また清水町の町名も「ペケレベツ」を意訳したものである。

## 登山
日高山脈では珍しく登山道が整備されている山である。国道274号沿いの北海道開発局石山除雪ステーション付近に登山口があり、尾根を伝って主稜線へ登って山頂へ至る。